# Outdoor education

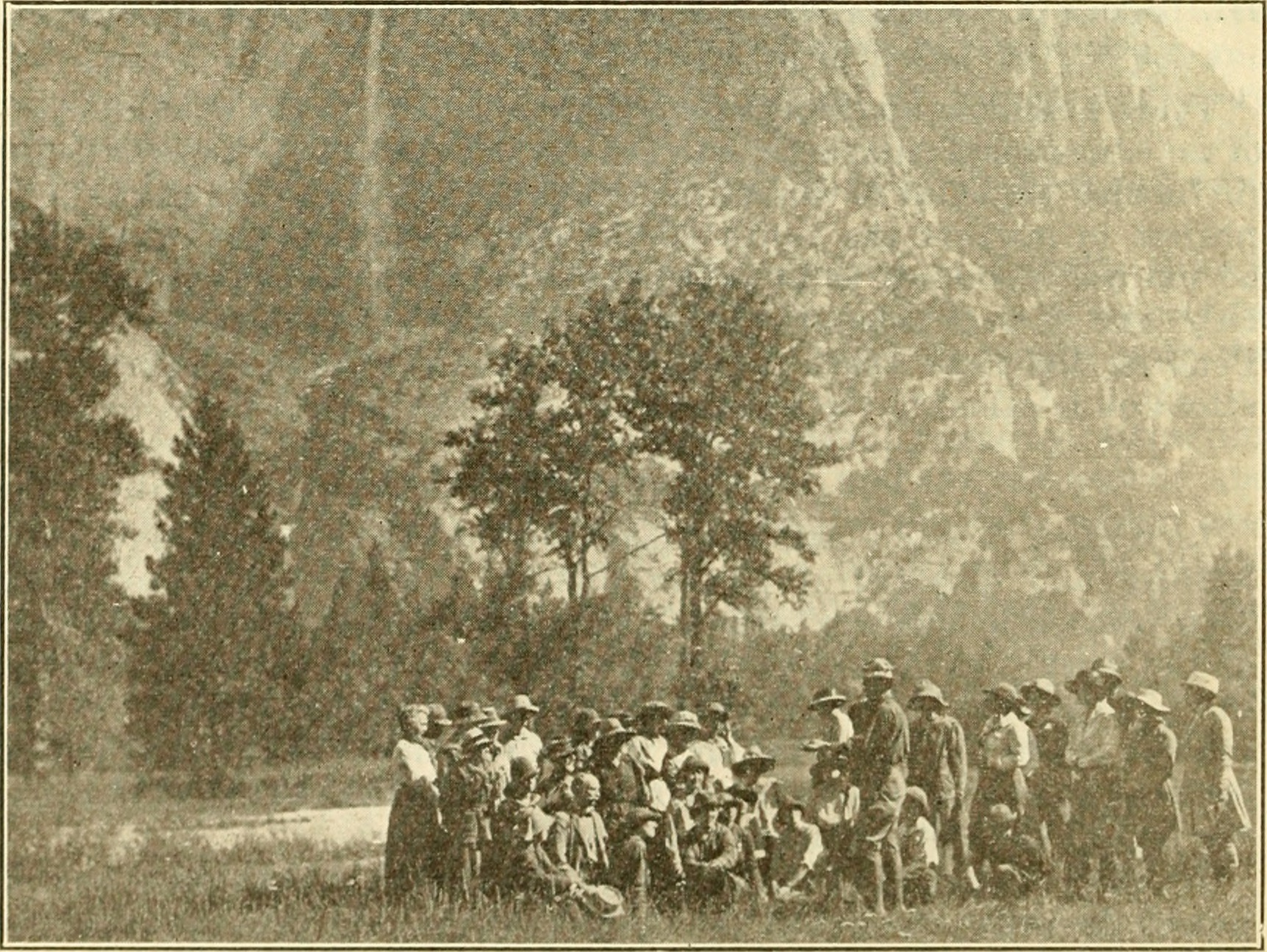

Quando si parla di outdoor education (o educazione all'aperto) non si fa riferimento ad un curriculum standard. L’educazione all’aperto può essere presente in scuole, università, può ricevere il supporto di enti locali, associazioni sportive culturali, imprese pubbliche e private. I luoghi in cui si può realizzare un programma di outdoor education sono: cortile e giardino della scuola, spazi urbani, giardino zoologico, fattoria, parchi, boschi, presso il fiume, il mare, in montagna e in molti altri luoghi a contatto con la natura.
Il valore dell’apprendimento all’aperto è indiscusso: stare all’aperto educa il corpo, la mente, il senso sociale, accresce la conoscenza e il rispetto dell’ambiente naturale. Diverse ricerche scientifiche dimostrano gli effetti positivi dei un’educazione fuori dalla classe sulla crescita dei bambini.
Vi sono in particolare degli obbiettivi specifici individuati da Smith, Carlson, Donaldson, Masters che possono essere raggiunti in seguito alla pratica dell'Outdoor education: 
- capacità di osservazione: le esperienze in natura permettono infatti di coinvolgere tutti i sensi del bambino.
- la crescita costante degli interessi e il miglioramento della qualità dell'esperienza: la natura stimola infatti la curiosità degli alunni che si rapportano sia con le loro capacità già acquisite sia con quelle acquisite grazie all'apporto esperienziale di tale apprendimento.
- disponibilità del materiale di apprendimento: La natura è un ambiente educativo ricco di stimoli adatti al bisogno di esperienze sensoriali dei bambini. Come in un laboratorio il bambino raccoglie il materiale e lo utilizza per immergersi in esperienze significative per la sua educazione.
- offerta di opportunità intese a far acquisire abilità dello stare all'aperto: Il bambino impara a muoversi in un ambiente naturale e acquisisce le abilità che tale luogo sviluppa, sia l'educazione fisica sia le materie scolastiche che vengono affrontate nei laboratori all'aperto.
- estensione della classe fuori dalle mura scolastiche: Tale educazione permette la modifica dell'idea classica di classe come luogo chiuso e delimitato dalle mura.  Uscire dalla scuola e misurarsi con un ambiente naturale permette agli alunni di fare delle esperienze dirette collegate ai contenuti scolastici. Questa idea permette anche il superamento dell'idea di scuola classica caratterizzata da esperienze indirette. Inoltre uscire dall'aula permette l'utilizzo di quanto la comunità mette a disposizione per l'educazione dei giovani.
- opportunità di sperimentare l'esplorazione e la ricerca: Durante l'esperienza all'aperto l'insegnante non è direttivo e non predispone le risposte ma lascia il bambino libero di scoprire e di ricercare. Il bambino trova le sue risposte autonomamente ma al rientro in classe avviene la sistematizzazione grazie all'aiuto dell'insegnante.
- aiuto a verbalizzare e a comunicare: La libertà e la spontaneità caratteristiche di tale educazione creano un ambiente educativo nel quale è più facile per il bambino comunicare ed esprimersi dando parole alle situazioni che essi stanno vivendo. In tale ambiente cresce anche la creatività e i pensieri sono più ricchi e profondi. Cadono anche le inibizioni dovute alle classiche interrogazioni e valutazioni e i bambini sono più liberi e spontanei nella comunicazione.
- sviluppo della conoscenza e della destrezza: Nell'educazione all'aperto l'educazione avviene tramite esperienze dirette esperienziali. Questo permette al bambino di ampliare le vie della conoscenza. Essi affrontano in aula gli argomenti in modo astratto e grazie al contatto diretto con la natura sono facilitati nella comprensione di essi con l'esperienza concreta che avviene successivamente.
- miglioramento della professionalità dell'insegnante: il docente rinnova e arricchisce il materiale per la didattica.
- incoraggiamento alla vita sociale: L'esperienza all'aperto produce migliori relazioni umane, insegna a capire cosa sia la vita sociale e cosa significhi cooperare. L'ambiente sano incoraggia infatti tali aspetti e educa a vivere insieme e ad aiutarsi reciprocamente.[1]

## Pedagogia e filosofia dell'Outdoor education
Per concepire l’educazione all’aperto e quindi l’educazione alla conservazione del patrimonio ambientale e alla sostenibilità, non si fa riferimento solo alla dizione Outdoor education, bensì si può anche fare riferimento ad una tipologia di almeno nove categorie distintive, ciascuna caratterizzata dal proprio ambito di lavoro, studio e ricerca.
Tali categorie sono le seguenti:
- Educazione ambientale o Enviromental education: si riferisce all’educazione all’ambiente in generale, che quindi comprende la popolazione, l’inquinamento, le risorse, la pianificazione urbana e rurale, la tecnologia. Il concetto di tale categoria è più ampio rispetto a quello di Outdoor education poiché comprende ulteriori problematiche oltre la questione delle risorse naturali.
- Educazione alla conservazione o Conservation education: si riferisce all’uso consapevole delle risorse naturali e non si riferisce necessariamente all’educazione all’aperto.
- Educazione scolastica residenziale o Resident Outdoor school: si riferisce al tradizionale campeggio secondo cui i bambini vengono condotti in posti prefissati fuori dalla scuola dai tre ai cinque giorni.
- Educazione all’aperto o Outdoor education: si riferisce alla classica educazione all’aperto che comprende una serie di attività ludiche da svolgere nel tempo libero, come il nuoto, le escursioni, gli sport invernali, il ciclismo, il canottaggio, il campeggio.
- Educazione all’aperto in aree non attrezzate o Outdoor pursuits: si riferisce a quelle attività svolte in luoghi distanti dai centri abitati e prevede l’assenza di comodità, contatti telefonici e di altro genere.
- Educazione all’avventura o Adventure education: si riferisce ad una serie di attività, come le cordate, la navigazione con le zattere, le scalate in montagna, l’alpinismo, percepite dai partecipanti come pericolose e che quindi richiedono adeguate preparazioni mediante corsi di istruzione.
- Educazione esperienziale o Experiential education: si riferisce a quelle attività basate sull’esperienza che hanno come scopo l’esplorazione dell’identità personale, affinché il ragazzo possa maturare e crescere in un ambiente naturale imparando a fare; si tratta di esperienze educative pragmatiche che fanno riferimento all’esperienza del cosiddetto Learning by doing, quale processo di apprendimento di abilità e conoscenze utili per risolvere i problemi.
- Educazione in parchi e riserve o Enviromental interpretation: si riferisce a quelle attività svolte nei parchi nazionali, nei centri attrezzati e nei boschi, in cui i visitatori sono incuriositi da nuove informazioni e conoscenze.
- Ricreazione o Nature education: si riferisce a quell’apprendimento che avviene nel tempo libero a contatto con la natura.

## Baden-Powell

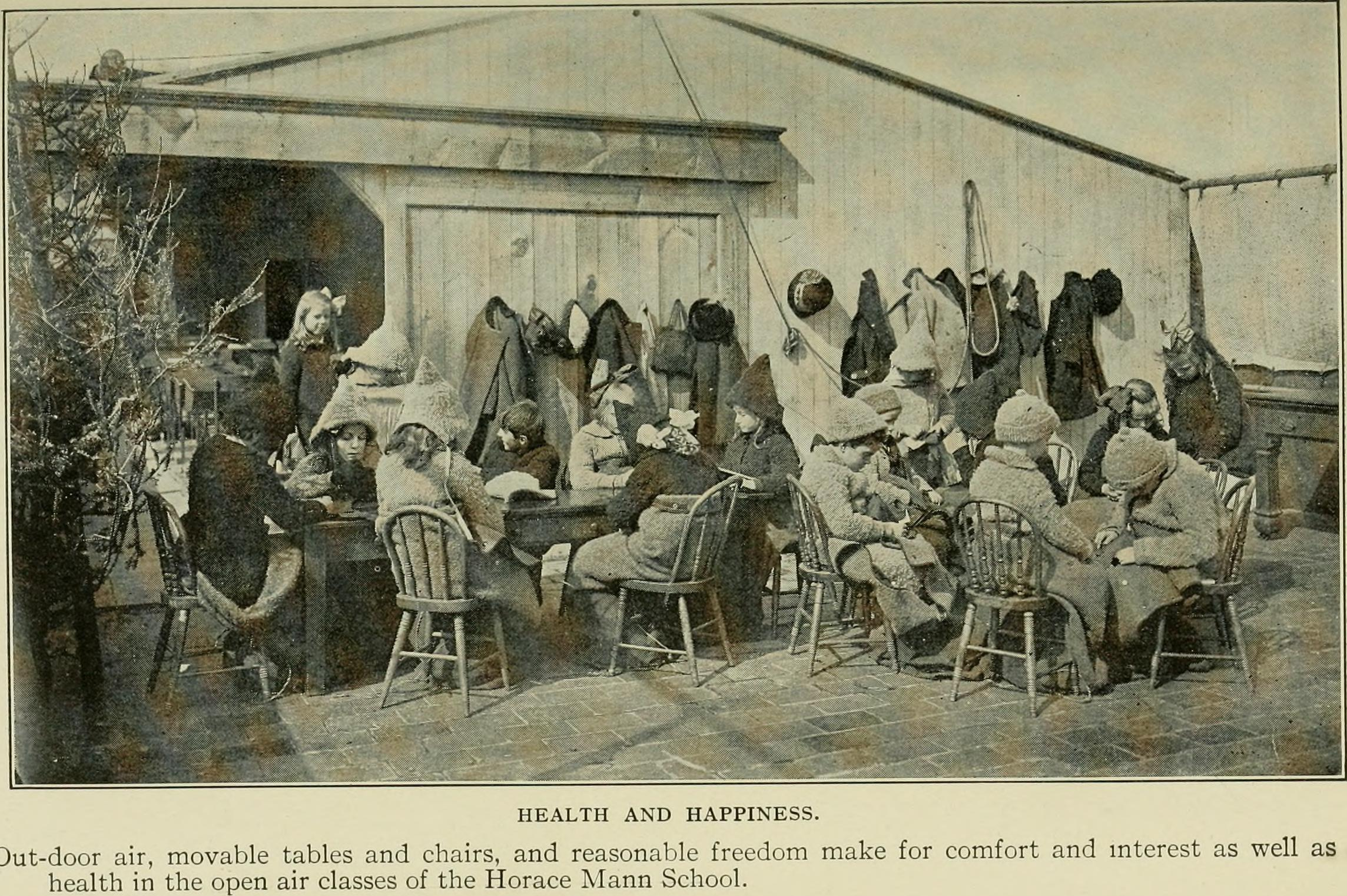

Importanti sono nell'Outdoor education le idee di Robert Baden-Powell, fondatore dello scautismo.
Questo metodo fu sperimentato per la prima volta in Inghilterra nel 1907 con 20 ragazzi, nel Campo di Brownsea Island, e ha poi avuto una crescente espansione anche con l'apertura della sezione femminile delle Guide da parte della sorella di Baden-Powell.
La natura è parte integrante del pensiero di Baden-Powell, che vede l’avventura come via per la crescita morale, fisica e sociale di ogni persona. Egli sottolinea l’importanza della conoscenza della natura nel programma dello scautismo.
L'educazione all'aperto, quindi, prende spunto dallo scautismo, il cui obiettivo è accrescere le capacità di socializzazione di ciascun bambino in un contesto di rispetto reciproco e cura, ponendo l'attenzione per l'ambiente circostante.

## John Dewey

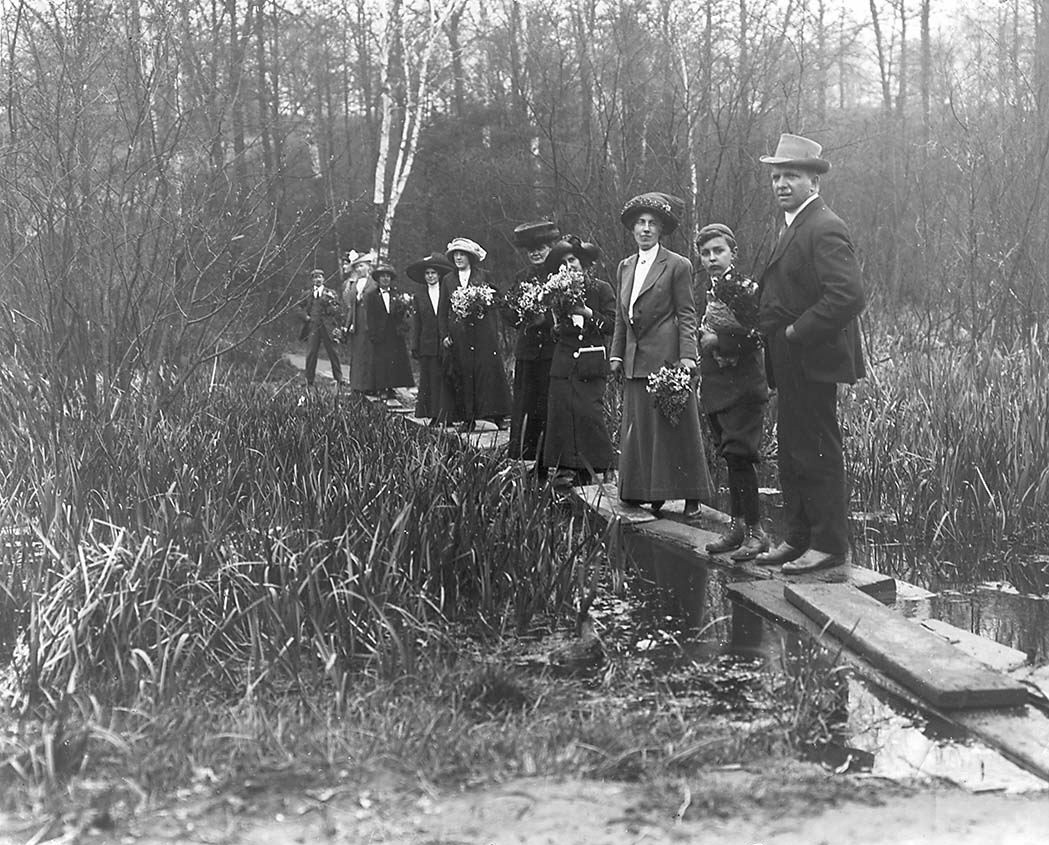

Il contributo di John Dewey alla riflessione pedagogia internazionale è notevole per la sua riflessione riguardante l’esperienza.
“Esperienza” significa accettazione di tutto ciò che è vissuto (intendendo tutta la vita della persona, nel bene e nel male), niente si esclude dall’esperienza.
Dewey assegna alla all’esperienza una valenza umanistica, ne sottolinea la totalità in quanto esperienza dell’uomo situato nella natura. L’esperienza esiste ed è di qualcuno, riguarda solo la persona che la vive, quindi l’io.
Egli afferma la circolarità dell’esperienza: l’esperienza conduce alla natura e la natura conduce all’esperienza. Esperienza e natura sono un unico processo di vita dell’uomo.
Scuola all'aperto
La Scuola all'aperto riformula e supera i limiti del concetto classico di scuola, modificando gli spazi dei processi dell'apprendimento.  Le aule scolastiche diventano giardini, boschi, parchi pubblici e cortili.
Essa si ispira ad un movimento di pensiero e ad un approccio educativo che affonda le sue radici nelle scuole nuove e al movimento pedagogico della scuola attiva, a cavallo tra il 1800 e il 1900, ci fu la necessità di riformulare l'organizzazione e i  metodi di una scuola che non rispondeva più ai bisogni della società e alle nuove scoperte in campo pedagogico e psicologico. Tali scuole trovarono furono collocate nelle campagne, perché considerate come l'ambiente naturale del bambino. Per la prima volta, il bambino venne posto al centro del processo educativo e formativo, come elemento attivo dei processi di apprendimento.
Lo stesso pedagogista Adolphe Ferrière (Ginevra, 1879 – 1960), tra i primi punti cardine della scuola nuova sottolineò l'importanza di una scuola in campagna all'aria aperta, per il benessere psicofisico dell'allievo.
Oggi il concetto di scuola all'aperto è sempre più presente, al riguardo sono stati sviluppati alcuni progetti, come l'Asilo nel bosco, nato nel X municipio di Roma, tratto dalle esperienze dell'Asilo nel bosco del Nord Europa. Si concretizza l'educazione all'aria aperta restituendo l'importanza non solo dell'aspetto cognitivo, ma anche del contatto con la natura, dell'aspetto relazionale ed emozionale, come forza motrice dell'apprendimento.
Un ulteriore progetto avviato nel X municipio è l'Asilo del mare, nato da una pluriennale collaborazione dell'Istituto comprensivo Amendola Gottuso e l'Associazione Manes, con la partecipazione del CHM Lipu.
Anche il WWF ha avviato un nuovo progetto in fase di sperimentazione, per fronteggiare la complessità dell'emergenza sanitaria da Covid-19 al fine di individuare un nuovo modo di fare didattica e privilegiare gli spazi aperti. Il progetto "Aule Natura" è stato realizzato per la prima volta a Bergamo. Lo scopo è quello di creare Aule natura nelle 14 città metropolitane Italiane, anche riqualificando i cortili scolastici in cemento, prevede 80 mq di verde per ogni 25 studenti.